# Кал (Пивка)
Кал (словен. Kal, итал. Cal di San Michele) је насељено место у општини Пивка, Приморско-нотрањска регија, Словенија.

## Историја
До територијалне реорганизације у Словенији био је у саставу старе општине Постојна.

## Становништво
У попису становништва из 2011. године, Кал је имао 340 становника.
| Број становника према пописима | Број становника према пописима | Број становника према пописима |
| ------------------------------ | ------------------------------ | ------------------------------ |
| 1991                           | 2002                           | 2011                           |
| 339                            | 313                            | 340                            |

Напомена: Године 1994. умањено за део насеља који је припојен насељу Шмихел.